# Under the Western Freeway
Under the Western Freeway è il primo album in studio del gruppo indie rock statunitense Grandaddy, pubblicato nel 1997.

## Tracce
Testi e musiche di Jason Lytle.
1. Nonphenomenal Lineage – 3:11
2. A.M. 180 – 3:20
3. Collective Dreamwish of Upperclass Elegance – 5:26
4. Summer Here Kids – 3:35
5. Laughing Stock – 6:00
6. Under the Western Freeway – 3:01
7. Everything Beautiful Is Far Away – 5:13
8. Poisoned at Hartsy Thai Food – 1:13
9. Go Progress Chrome – 2:31
10. Why Took Your Advice – 4:07
11. Lawn and So On (Il brano "Lawn and So On" dura 2:20. Dopo 1 minuto e 45 secondi di silenzio [2:20 - 4:05], inizia una traccia fantasma: si sente il canto dei grilli.) – 9:05